# Хајфилд-Каскејд (Мериленд)
Хајфилд-Каскејд (енгл. Highfield-Cascade) насељено је место без административног статуса у америчкој савезној држави Мериленд.

## Демографија
По попису из 2010. године број становника је 1.112, што је 29 (-2,5%) становника мање него 2000. године.
| Група             | 2000.         | 2010.         |
| Белци             | 1.116 (97,8%) | 1.047 (94,2%) |
| Афроамериканци    | 2 (0,2%)      | 22 (2,0%)     |
| Азијати           | 2 (0,2%)      | 3 (0,3%)      |
| Хиспаноамериканци | 7 (0,6%)      | 16 (1,4%)     |
| Укупно            | 1.141         | 1.112         |